# Wayne Brady
Wayne Alphonso Brady (Columbus (Georgia), 2 juni 1972) is een Amerikaanse zanger, acteur, komiek, spelshow-presentator en televisiepersoonlijkheid. Hij is een vaste gast in de Amerikaanse versie van de geïmproviseerde komische televisieserie Whose Line Is It Anyway? Hij was de gastheer van de dagelijkse talkshow The Wayne Brady Show, de oorspronkelijke gastheer van Fox's Don't Forget the Lyrics! en presenteerde sinds de revival in 2009 Let's Make a Deal. Brady trad ook op in de Tony Award-winnende musical Kinky Boots on Broadway als Simon, die ook dragqueen Lola is van november 2015 tot maart 2016, en als James Stinson in de Amerikaanse tv-serie How I Met Your Mother.
Brady heeft in totaal 16 Emmy Award-nominaties ontvangen, zijn eerste voor zijn werk aan Whose Line? in 2003 en nog twee in het daarop volgende jaar voor The Wayne Brady Show. Al zijn volgende Emmy-nominaties waren voor zijn werk aan Let's Make a Deal, waarmee hij nog twee prijzen won. Hij werd ook genomineerd voor een Grammy Award in 2009 voor «Best Traditional R&B Vocal Performance» voor zijn cover van het Sam Cooke-nummer A Change Is Gonna Come.

## Biografie
Brady werd geboren in Columbus, Georgia uit West-Indische ouders en verhuisde als jong kind naar Orlando (Florida) om bij zijn grootmoeder en tante te gaan wonen. Brady verwijst naar zijn grootmoeder Valerie Petersen als zijn moeder, aangezien ze hem heeft opgevoed.
Op 16-jarige leeftijd begon Brady op te treden in het gemeenschapstheater en bij de improvisatiegroep SAK Comedy Lab in Orlando, waar hij voor het eerst zijn improvisatievaardigheden begon te ontwikkelen. Hij ging naar de Dr. Phillips High School in Orlando, waar hij in 1989 afstudeerde. In 1990 schreef hij zich in aan de University of Miami. In 1996 verhuisde hij naar Los Angeles, waar hij zijn acteervaardigheden verder ontwikkelde.
Brady verscheen voor het eerst op de nationale televisie als een terugkerende deelnemer aan de sketch comedy-wedstrijd Kwik Witz van 1996 tot 1999 en hij trad meestal op als partner met Frank Maciel. Brady was een van de improviserende theatervertolkers in de originele (Britse) versie van Whose Line Is It Anyway?, samen met Ryan Stiles, Colin Mochrie en presentator Clive Anderson in 1998, toen het laatste seizoen werd gefilmd in Hollywood, waarna hij een vaste waarde werd in de Amerikaanse versie, gepresenteerd door Drew Carey, wat zijn eerste tv-uitzending in de Verenigde Staten was.
In 2003 won Brady een Primetime Emmy Award voor buitengewone individuele prestaties in een variété of muziekprogramma voor zijn werk aan de show, de enige persoon die de prijs won voor een televisieserie, in tegenstelling tot een special, sinds Dana Carvey in 1993.
Hij speelde verder in zijn eigen ABC-variétéshow The Wayne Brady Show in 2001 en een talkshow overdag met dezelfde naam in 2002, die twee seizoenen duurde en vier Daytime Emmy Awards won, waarvan er twee naar Brady gingen voor «Outstanding Talk Show Host». Brady speelde een gastrol in The Drew Carey Show in 1999 en 2000 om deel te nemen aan Drew Live en Drew Live II. In de show speelde Brady verschillende games uit Whose Line Is It Anyway? voor de twee afleveringen met andere karakters.
In 2004 trad Brady toe tot de Broadway-revival van Chicago, waar hij de rol speelde van advocaat Billy Flynn. Hij verscheen kort in de laatste aflevering van het seizoen 2004 van de komedie Reno 911!. Hij speelde een gastrol in de hitserie Stargate SG-1 van het Sci Fi Channel als Trelak, de eerste premier van de Goa'uld System Lord Ares. Hij verscheen in de Chappelle's Show.
Brady schreef en zong het themalied voor Disney's animatieserie The Weekenders. In 2005 zong en nam hij Jim Brickmans originele Disney-nummer Beautiful (een cover van All-4-One's 2002 hit Beautiful As You) en de kerstversie op.
In 2006 werd Brady de presentator van That's What I'm Talking About van TV Land, een talkshow over de rol van Afro-Amerikanen in de entertainmentindustrie. Van 29 augustus tot 29 september 2006 was Brady gastheer van de Fox-show Celebrity Duets.
Brady had verschillende gastoptredens in de CBS-sitcom How I Met Your Mother, waarin hij James Stinson speelde, de homoseksuele broer van het personage Barney Stinson van Neil Patrick Harris. Brady is ook te zien geweest als gastster voor de MTV-show Wild 'N Out en leende zijn stem aan de Adult Swim-show Robot Chicken.
Brady speelde een gastrol in de CBC-komedie Getting Along Famously naast zijn Whose Line is It Anyway? co-ster Colin Mochrie. Hij was ook te zien in de aflevering You Don't Know Jack van de televisieshow Dirt en speelde ook een gastrol in 30 Rock als Steven Black, de date van Liz Lemon voor de Source Awards. Hij was mede-gastheer van de kortstondige VH1-show Vinyl Justice in 1998. In 2007 speelde hij in de ABC familiefilm The List. Hij speelde in Flirt, een komische pilot die niet door het netwerk werd opgepikt.
Brady speelde een gastrol als Julius Rocks begaafde jongere broer Louis in de sitcom Everybody Hates Chris en presenteerde de zangspelshow Don't Forget the Lyrics! op Fox tot zijn annulering in juni 2009. Hij speelde Wayne Brady: Making $%! ^ up in het Venetian Hotel in Las Vegas (Nevada), vier avonden per week.
Hij verscheen in twee afleveringen van Kevin Hill. Brady's debuutalbum werd uitgebracht op 16 september 2008. Brady's versie van Sam Cooke's A Change is Gonna Come leverde hem een Grammy Award-nominatie op in de categorie «Best Traditional R&B Vocal Performance».
Brady begon in oktober 2009 met het presenteren van een bijgewerkte versie van de spelshow Let's Make a Deal voor CBS, die werd opgenomen in het Tropicana Resort and Casino in Las Vegas en later in Los Angeles. De show verving de soap Guiding Light, die zijn lange termijn beëindigde. De oorspronkelijke gastheer van Let's Make a Deal was Monty Hall, die tot zijn dood in 2017 als consultant voor de nieuwe show diende. Drew Carey presenteert momenteel The Price Is Right en dus beide spelshows in de CBS-bezetting overdag (vanaf september 2019) onderscheiden zich door te worden gepresenteerd door een alumnus van Whose Line Is It Anyway?
Brady was de gastheer in de aflevering van WWE Raw op 3 mei 2010, waar hij betrokken was bij een in-ringsegment met Edge en Randy Orton. Later dat jaar, in augustus, speelde Brady de rol van Tom Collins in een geënsceneerde productie van Rent at the Hollywood Bowl. De productie werd geregisseerd door Neil Patrick Harris.
Brady verscheen naast Let's Make a Deal-omroeper Jonathan Mangum in twee afleveringen van Fast and Loose, een improvisatieserie op BBC2, gepresenteerd door Hugh Dennis in januari 2011. Vervolgens organiseerde hij samen met Holly Robinson-Peete de 42e jaarlijkse NAACP Image Awards op 4 maart 2011.
Op 3 mei 2011 verscheen hij in Dancing With The Stars als de hoofdartiest in een eerbetoon aan James Brown, ter ere van wat Browns 78ste verjaardag zou zijn geweest in het Macy's Stars of Dance-segment. Hij was ook een speciale gast van Drew Carey's Improv-A-Ganza op GSN.
Brady had een cameo in het nummer Dedication To My Ex (Miss That) uit 2011 van Lloyd met Lil Wayne en André 3000, waarin ze het gedeelte van Lil Wayne van het nummer vertelde. Hij verscheen met een speciale gastrol in de aflevering van 14 maart 2012 van de tv-serie Psych.
Brady speelde in de ABC-improvisatiekomedieserie Trust Us with Your Life uit 2012 en keerde terug voor de heropleving van Whose Line Is It Anyway? in de zomer van 2013.
Brady speelde een gastrol als Don in de aflevering Where's Pinky? van Phineas en Ferb op 7 juni 2013 en gedurende één week, van 9 tot 13 februari 2015, werd The Late Late Show bij CBS door een gast georganiseerd.
In november 2015 verving Brady Billy Porter als Lola in Kinky Boots op Broadway tot maart 2016.
Brady speelde van 17 januari tot 9 april 2017 de hoofdrol van Aaron Burr in de PrivateBank Theatre-productie van Hamilton in Chicago.
In 2018 speelde Brady een terugkerende rol in het sci-fi-drama Colony als Everett Kynes, de beheerder van de kolonie in Seattle en bedenker van een algoritme dat wordt gebruikt bij het sorteren en identificeren van mensen.
Op 29 april 2018 won Brady voor de eerste keer de Daytime Emmy Award voor Outstanding Game Show Host voor Let's Make A Deal na zeven eerdere nominaties.
In november 2018 verscheen Brady als Dr. Reese Buckingham in The Bold and the Beautiful.
Op 10 oktober 2019 was hij te zien in de 30 minuten durende YouTube-documentaire Laughing Matters, gemaakt door SoulPancake in samenwerking met Funny or Die, waarin een verscheidenheid aan comedians de geestelijke gezondheid bespraken.
Op 18 december 2019 werd hij uitgeroepen tot winnaar van seizoen 2 van The Masked Singer, waarin werd onthuld dat hij Fox had geportretteerd.
Vanaf 2020 speelt Brady een belangrijke terugkerende rol tijdens het derde seizoen van The CW superheld dramaserie Black Lightning als het DC Comics-personage Tyson Sykes/Gravedigger. Er werd ook aangekondigd dat hij een reality-wedstrijdprogramma had gemaakt dat op BYU TV zou worden uitgezonden, genaamd Wayne Brady's Comedy IQ, waarin tieners vaardigheden zouden leren en wekelijkse uitdagingen zouden aangaan.
Brady verscheen later als gastpanellid in seizoen 4 van The Masked Singer, waar hij ook Maroon 5's Memories zong als "Mr. TV" aan het begin van de zesde aflevering.
Op 28 december 2020 werd aangekondigd dat Brady de hoofdrol zal spelen als Django in een benefietconcertpresentatie van Ratatouille the Musical, een internetmeme die is ontstaan op TikTok, geïnspireerd door de Disney/Pixar-film uit 2007. Het concert wordt exclusief gestreamd op TodayTix op 1 januari 2021.

## Privéleven
Brady is twee keer getrouwd. Hij trouwde op 31 december 1993 met Diana Lasso. Ze scheidden op 21 september 1995. Op 3 april 1999 trouwde hij met danseres Mandie Taketa. Hij en Taketa hebben één kind, een dochter genaamd Maile Masako Brady, geboren op 3 februari 2003. Brady en Taketa gingen op 5 april 2006 uit elkaar en Taketa heeft op 2 juli 2007 een scheiding aangevraagd.
In 2007 werd Brady een officiële supporter van Ronald McDonald House Charities en is hij lid van hun celebrity board, de Friends of RMHC.
In 2013 vergeleek Bill Maher Brady met president Barack Obama, omdat ze in de populaire cultuur allebei zogenaamd niet zwart genoeg waren. Brady ging in tegen deze verklaring en suggereerde dat Maher voorzichtig moet zijn wanneer hij dergelijke uitspraken doet, omdat het zijn kijkers in staat zal stellen dezelfde stereotiepe aannames te doen over zwarte mensen.
Als kind ontwikkelde hij een stotteren. Dit leidde ertoe dat hij werd gepest door andere kinderen, wat veel angst veroorzaakte.
Brady lijdt aan een klinische depressie. Op zijn 42e verjaardag, in 2014, kreeg hij een zenuwinzinking en later gaf hij Taketa de eer om hem te helpen herstellen.
Brady is erelid van de Phi Beta Sigma broederschap.

## Onderscheidingen en nominaties
| Jaar | Associatie            | Categorie                                                        | Genomineerd werk                                                 | Resultaat   |
| ---- | --------------------- | ---------------------------------------------------------------- | ---------------------------------------------------------------- | ----------- |
| 2001 | Primetime Emmy Awards | Outstanding Individual Performance in a Variety or Music Program | Whose Line Is It Anyway?                                         | Genomineerd |
| 2002 | Primetime Emmy Awards | Outstanding Individual Performance in a Variety or Music Program | Whose Line Is It Anyway?                                         | Genomineerd |
| 2003 | Primetime Emmy Awards | Outstanding Individual Performance in a Variety or Music Program | Whose Line Is It Anyway?                                         | Gewonnen    |
| 2003 | Daytime Emmy Awards   | Outstanding Talk Show Host                                       | The Wayne Brady Show                                             | Gewonnen    |
| 2004 | Daytime Emmy Awards   | Outstanding Talk Show Host                                       | The Wayne Brady Show                                             | Gewonnen    |
| 2009 | Grammy Awards         | Best Traditional R&B Vocal Performance                           | A Change Is Gonna Come                                           | Genomineerd |
| 2010 | Daytime Emmy Awards   | Outstanding Game Show Host                                       | Let's Make a Deal                                                | Genomineerd |
| 2011 | Daytime Emmy Awards   | Outstanding Game Show Host                                       | Let's Make a Deal                                                | Genomineerd |
| 2012 | Daytime Emmy Awards   | Outstanding Game Show Host                                       | Let's Make a Deal                                                | Genomineerd |
| 2013 | Daytime Emmy Awards   | Outstanding Game Show Host                                       | Let's Make a Deal                                                | Genomineerd |
| 2014 | Daytime Emmy Awards   | Outstanding Game Show Host                                       | Let's Make a Deal                                                | Genomineerd |
| 2014 | Daytime Emmy Awards   | Outstanding Original Song                                        | 30,000 Reasons to Love Me voor Let's Make a Deal (lyrics writer) | Gewonnen    |
| 2016 | Daytime Emmy Awards   | Outstanding Game Show Host                                       | Let's Make a Deal                                                | Genomineerd |
| 2017 | Daytime Emmy Awards   | Outstanding Game Show Host                                       | Let's Make a Deal                                                | Genomineerd |
| 2018 | Daytime Emmy Awards   | Outstanding Game Show Host                                       | Let's Make a Deal                                                | Gewonnen    |
| 2019 | Daytime Emmy Awards   | Outstanding Game Show Host                                       | Let's Make a Deal                                                | Genomineerd |
| 2019 | Daytime Emmy Awards   | Outstanding Guest Performer in a Drama Series                    | The Bold and the Beautiful                                       | Genomineerd |
| 2020 | Daytime Emmy Awards   | Outstanding Game Show Host                                       | Let's Make a Deal                                                | Genomineerd |

## Filmografie

### Film
| Jaar | Titel                                                    | Rol                  | Opmerkingen              |
| ---- | -------------------------------------------------------- | -------------------- | ------------------------ |
| 2004 | Clifford's Really Big Movie                              | Shackelford          | stemrol                  |
| 2004 | Going to the Mat                                         | Mason Wyatt          |                          |
| 2005 | Roll Bounce                                              | D.J. Johnny Feelgood |                          |
| 2005 | Stuart Little 3: Call of the Wild                        | Reeko                | stemrol; direct-to-video |
| 2006 | The Adventures of Brer Rabbit                            | Brer Wolf            | stemrol; direct-to-video |
| 2006 | Crossover                                                | Vaughn               |                          |
| 2007 | The List                                                 | Lewis                |                          |
| 2012 | Foodfight!                                               | Daredevil Dan        | stemrol                  |
| 2013 | Scooby-Doo! Stage Fright                                 | Brick Pimiento       | stemrol; direct-to-video |
| 2013 | 1982                                                     | Alonzo               |                          |
| 2014 | The Hero of Color City                                   | Blue                 | stemrol                  |
| 2015 | VeggieTales: Noah's Ark                                  | Shem                 | stemrol; direct-to-video |
| 2016 | Todrick Hall: Straight Outta Oz                          | Todrick's Father     | visueel album            |
| 2020 | Phineas and Ferb the Movie: Candace Against the Universe | Stapler Fist         | stemrol                  |

### Televisie
| Jaar                  | Titel                                                          | Rol                                         | Opmerkingen                                                                                   |
| --------------------- | -------------------------------------------------------------- | ------------------------------------------- | --------------------------------------------------------------------------------------------- |
| 1990                  | Superboy                                                       | John                                        | Aflevering: The Sons of Icarus                                                                |
| 1993                  | I'll Fly Away                                                  | Damon                                       | 2 afleveringen                                                                                |
| 1993                  | In the Heat of the Night                                       | Henry Ulmer                                 | Aflevering: Hatton's Turn (Parts 1 & 2)                                                       |
| 1997-1999             | Kwik Witz                                                      | zichzelf                                    | Syndicated improv                                                                             |
| 1998                  | Whose Line Is It Anyway? (VK)                                  | zichzelf                                    | 3 afleveringen in series 10                                                                   |
| 1998-2006, 2013-heden | Whose Line Is It Anyway? (VS)                                  | zichzelf                                    | Starring: seizoen 2-7, 9–; terugkerend: seizoenen 1 & 8 Ook uitvoerend producent (seizoen 9–) |
| 1999, 2000            | The Drew Carey Show                                            | zichzelf                                    | Drew Live en Drew Live II (improv afleveringen)                                               |
| 2000                  | Batman Beyond                                                  | Micron                                      | aflevering: The Call (Parts 1 & 2)                                                            |
| 2000                  | Geppetto                                                       | Lazardo V The Magician                      | Tv-film                                                                                       |
| 2001-2004             | The Wayne Brady Show                                           | Presentator                                 | Variétéprogramma                                                                              |
| 2002                  | Miss America                                                   | Host                                        |                                                                                               |
| 2003                  | The Electric Piper                                             | Sly (stem)                                  | Tv-film                                                                                       |
| 2004                  | Chappelle's Show                                               | zichzelf                                    | 2 afleveringen                                                                                |
| 2004                  | Sesame Street                                                  | zichzelf                                    |                                                                                               |
| 2005                  | Stargate SG-1                                                  | Trelak                                      | Aflevering: It's Good to be King                                                              |
| 2006-2008             | Everybody Hates Chris                                          | Louis                                       | 2 afleveringen                                                                                |
| 2006                  | Robot Chicken                                                  | Pegasus 'Sunny Muffin'/ Salam Fayyad (stem) | Aflevering: Adoption's an Option                                                              |
| 2006                  | Crossover                                                      | Vaughn                                      |                                                                                               |
| 2006                  | Shorty McShorts' Shorts                                        | Cameron                                     | Stem; 3 afleveringen                                                                          |
| 2006-2014             | How I Met Your Mother                                          | James Stinson                               | 13 afleveringen                                                                               |
| 2007                  | 30 Rock                                                        | Steven Black                                | Aflevering: The Source Awards                                                                 |
| 2007                  | Dirt                                                           | Henchman                                    | Aflevering: You Don't Know Jack                                                               |
| 2007-2009             | Don't Forget the Lyrics!                                       | Host                                        |                                                                                               |
| 2009-heden            | Let's Make a Deal                                              | Host                                        |                                                                                               |
| 2010                  | WWE RAW                                                        | zichzelf                                    |                                                                                               |
| 2011                  | Fast and Loose                                                 | zichzelf                                    | VK improv; 2 afleveringen                                                                     |
| 2011                  | Are We There Yet?                                              | Devin                                       | The Man and the Bragging Snafu Episode                                                        |
| 2011                  | Drew Carey's Improv-A-Ganza                                    | zichzelf                                    | 5 afleveringen                                                                                |
| 2011                  | zichzelf/gastjurylid \| Aflevering: RuPaul's Hair Extravaganza |                                             |                                                                                               |
| 2012-2013             | American Dad!                                                  | Cuba Gooding jr. / Tungee (stem)            | 3 afleveringen                                                                                |
| 2012                  | Trust Us with Your Life                                        | zichzelf                                    | 7 afleveringen                                                                                |
| 2012                  | Psych                                                          | Hilton Fox                                  | afleveringen: Shawn and the Real Girl                                                         |
| 2013-2018             | Sofia the First                                                | Clover the Rabbit (stem)                    | Hoofdrol                                                                                      |
| 2013                  | The Problem Solverz                                            | Uncle Chocofuss                             | Gaststemacteur                                                                                |
| 2013                  | So You Think You Can Dance                                     | zichzelf/gastjurylid                        | 2 afleveringen                                                                                |
| 2013                  | Phineas and Ferb                                               | Don the City Hall Tour Guide                | Gaststemacteur/aflevering: Where's Pinky?                                                     |
| 2014                  | Hollywood Game Night                                           | zichzelf                                    | afleveringen: 50 Charades of Grey                                                             |
| 2014                  | So You Think You Can Dance                                     | zichzelf/gastjurylid                        | [ 27 ]                                                                                        |
| 2015                  | The Late Late Show                                             | zichzelf/gastpresentator                    | 5 afleveringen                                                                                |
| 2016                  | Aftermath                                                      | Lamar 'Booner' Boone                        | 2 afleveringen                                                                                |
| 2016-heden            | The Loud House                                                 | Harold McBride (stem)                       | terugkerende rol                                                                              |
| 2017                  | Drop the Mic                                                   | zichzelf                                    | Aflevering: Wayne Brady vs. Jake Owen / Kenny G vs. Richard Marx                              |
| 2018                  | Colony                                                         | Everett Kynes                               | terugkerende rol (seizoen 3)                                                                  |
| 2018–2019             | The Bold and the Beautiful                                     | Reese Buckingham                            | Contractrol                                                                                   |
| 2019                  | The Masked Singer                                              | Fox/zichzelf                                | seizoen 2-winnaar                                                                             |
| 2020                  | Black Lightning                                                | Tyson Sykes / Gravedigger                   | terugkerende rol (seizoen 3)                                                                  |
| 2020                  | Wayne Brady's Comedy IQ                                        | zichzelf                                    | 10 afleveringen                                                                               |
| 2020                  | The Neighborhood                                               | Councilman Isaiah Evans                     | Aflevering: Welcome to the Campaign                                                           |
| 2020                  | Hell's Kitchen                                                 | zichzelf                                    | Gastendiner van de blauwe chef-kok                                                            |
| 2020                  | The Masked Singer                                              | zichzelf/Mr. TV/gastjurylid                 | seizoen 4, aflevering 6                                                                       |

### Videogame
| Jaar | Titel                                   | Rol   |
| ---- | --------------------------------------- | ----- |
| 2008 | The Legend of Spyro: Dawn of the Dragon | Sparx |

## Theater
| Jaar          | Productie                | Rol                   | Evenementenlocatie                              | Locatie         |
| ------------- | ------------------------ | --------------------- | ----------------------------------------------- | --------------- |
| 2004          | Chicago                  | Billy Flynn           | Ambassador Theatre                              | Broadway        |
| 2010          | Rent                     | Tom Collins           | Hollywood Bowl                                  | Los Angeles     |
| 2014          | Kiss Me, Kate            | Fred Graham/Petruchio | Pasadena Playhouse                              | Pasadena        |
| 2015–16, 2018 | Kinky Boots              | Lola                  | Al Hirschfeld Theatre                           | Broadway        |
| 2016          | White Rabbit, Red Rabbit | Solo                  | Westside Theatre                                | Off-Broadway    |
| 2016          | Merrily We Roll Along    | Charley Kringas       | Wallis Annenberg Center for the Performing Arts | Los Angeles     |
| 2017          | Hamilton                 | Aaron Burr            | PrivateBank Theatre                             | Chicago         |
| 2019-2020     | Freestyle Love Supreme   | zichzelf              | Booth Theatre                                   | Broadway        |
| 2021          | Ratatouille the Musical  | Django                | Virtual                                         | Benefit Concert |

## Discografie
Albums
| Jaar | Albumgegevens                                                                           | Hitlijstpositie | Hitlijstpositie | Hitlijstpositie |
| Jaar | Albumgegevens                                                                           | US              | US/R&B          | US/Heat         |
| ---- | --------------------------------------------------------------------------------------- | --------------- | --------------- | --------------- |
| 2008 | A Long Time Coming - Uitgebracht: 16 september 2008 - Label: Peak Records/Concord Music | 157             | 20              | 2               |
| 2011 | Radio Wayne - Uitgebracht: 31 mei 2011 - Label: Walt Disney Records                     | —               | —               | —               |

Singles
- 2000
  - The Weekenders Theme Song
- 2004
  - Unsung Heroes
  - Between - Wayne Brady met The Sesame Street Muppets
- 2005
  - Beautiful - Wayne Brady, vergezeld op piano door songwriter Jim Brickman
  - Don't Stop - Jamie Jones met Wayne Brady en William Carthright
- 2008
  - Ordinary
- 2009
  - F.W.B.
- 2013
  - Whistle While I Work it - Chester See featuring Tobuscus met Wayne Brady
- 2019
  - Flirtin' With Forever[34]